# Viettesia infuscata
Viettesia infuscata är en fjärilsart som beskrevs av De Toulgoët 1959. Viettesia infuscata ingår i släktet Viettesia och familjen björnspinnare. Inga underarter finns listade i Catalogue of Life.